# Apollo Faye
Pour les articles homonymes, voir Faye.
Apollo Faye, né le 11 décembre 1951 à Dakar, est un ancien joueur français de basket-ball. Fort de ses 2,08 m, il évolue au poste de pivot. Il commence le basket-ball au Sénégal avec le club militaire, AS Forces Armées du Sénégal (1971-1973), puis au Dial-Diop (1973). Par la suite, son niveau lui permet, en 1974, de rejoindre la France et l'AS Cabourg (1974-1977). Sa carrière atteint son apogée lorsqu'il porte le maillot vert du Cercle Saint-Pierre Limoges (1977-1985) avec lequel il accède à la Nationale 1 (1978), puis par la suite remporte deux Coupes Korać (1982, 1983), trois titres de Champion de France (1983, 1984, 1985) et ainsi que trois Coupes de la Fédération (1982, 1983, 1985).
Parallèlement, sa stature lui vaut 80 sélections en équipe de France de 1979 à 1985 dont deux participations aux championnats d'Europe (1979, 1983). Faye termine sa carrière professionnelle à Montpellier (1985-1991) et permet au club de l'Hérault, une accession en Nationale 1, en 1988. Sur le plan individuel, Apollo Faye est le meilleur marqueur du championnat de France de Nationale 1 lors de la saison 1978-1979 avec une moyenne de 28,5 points par match. Au total, en Nationale 1, il jouera 256 matches avec une moyenne de 13,8 points par match. Ce qui en fait, depuis 1991, le 45e meilleur marqueur de l'histoire de la Nationale 1 (Pro A) avec 7 913 points inscrits, en dix saisons dans l'élite du basket-ball français.

## Biographie

### Carrière professionnelle

#### Ses débuts au Sénégal
Serigne Cheikoun Faye, dit Apollo, né à Dakar, fils d'un menuisier et maçon de Dakar, commence le basket-ball à l'armée durant son service militaire. Il est alors remarqué par les recruteurs de l'Association sportive des Forces armées du Sénégal. Fort de ses 2,08 m, son gabarit est fortement apprécié par les entraîneurs de basket-ball. Peu à peu, il rattrape son retard technique et développe une détente impressionnante, ce qu'il lui vaudra le surnom Apollo, en référence à la fusée américaine, de la part du général Diallo et de ses coéquipiers.
Les conditions pour jouer au basket-ball ne sont alors pas idéales : « Il y a peu de salles et c'est même difficile, par exemple, de trouver de bonnes chaussures de sport pour les basketteurs. Moi c'était mon cordonnier qui me les faisait sur mesure… avec un bout de plastique». Malgré tout, Apollo Faye joue pendant deux saisons avec l'Association sportive des Forces Armées de 1971 à 1973, disputant ainsi le championnat du Sénégal. Il atteint la finale de la Coupe d'Afrique des clubs champions, au Caire, en 1973, avec un autre club, le Dial-Diop (club de Dakar), opposé au Hit-Trésor où joue alors Mathieu Bisseni, le tout entraîné par l'ancien international français, Charles Tassin. Ce dernier lui conseille de s'aguerrir en France, pour la saison 1974-1975.

#### Des Verts de l'AS Cabourg aux Verts de Limoges (1974-1977)
Il choisit de partir pour la France et répond positivement à toutes les offres de clubs français comme Oloron, Brest ou encore Cabourg. Finalement, Faye opte pour l'AS Cabourg (Nationale 3). L'AS Cabourgeoise est un club ambitieux. Au début de la saison 1974-1975, un nouveau président prend la tête du club, M. Blaszka. Il enrôle comme entraîneur-joueur, un transfuge du Caen BC, Alain Chausy qui selon les dires de l'Équipe Basket Hebdomadaire « connaît bien son affaire et qui bénéficie du total appui de la municipalité». À cet effet, il recrute en plus d'Apollo Faye, l'Américain Bob Brower (2,05 m). Par ailleurs, il peut compter sur un ancien, le polonais, Mikulski (2,00 m).
Malheureusement avec toutes ses licences signées, il est suspendu pendant quasiment toute la saison et se voit condamner à jouer en promotion d'Excellence Régionale. Apollo Faye participe aux entraînements et aux matches amicaux mais le club attend incessamment sa naturalisation française. Au bout de cette saison, L'AS Cabourg termine premier de la Poule E de la Nationale 3 et assure la montée en Nationale 2 malgré une élimination en quart de finale de la Nationale 3 face à Saint-Brieuc. À partir de la saison 1975-1976, Apollo Faye réintègre l'équipe fanion de Cabourg et prend de l'envergure en Nationale 2 et se fait un nom. Toutefois, il doit céder sa place régulièrement aux autres joueurs étrangers de l'équipe, à cause du règlement qui limite le nombre d'étrangers. Le 13 novembre 1977, toujours sous le maillot de Cabourg (Nationale 2), Apollo Faye crache à la figure de l'arbitre lyonnais, Amalfitano, lors d'une rencontre opposant Cabourg à Limoges. Il est alors suspendu pour quelques matches.
Après la saison 1976-1977, Apollo Faye rejoint les rangs du patronage limougeaud, le Cercle Saint-Pierre Limoges, car il avait laissé de grandes impressions aux joueurs et dirigeants lors de ce fameux match (13 novembre 1977 à Limoges) où il a selon le journaliste du Le Populaire du Centre, Pierre Jack : « Au cours de la seule mi-temps qu'il avait joué, il avait marqué six paniers et il avait contré avec beaucoup d'efficacité Moltimore ». Lionel Moltimore n'hésite pas à vanter les mérites du grand pivot sénégalais lors de la réception organisée par le Cercle de l'Union de Limoges, le 7 avril 1977: « Tu es le joueur qui m'a le plus impressionné depuis que je t'ai rencontré, j'ai toujours eu envie de jouer à tes côtés, cette année l'occasion s'est présentée, je l'ai saisie malgré les demandes émanant du Caen BC, de l'ASVEL et de Denain. J'espère d'ailleurs pouvoir aider le Limoges CSP à accéder au plus haut niveau ».
Il devait signer au Caen BC mais la réputation de fêtard du natif de Dakar, l'écarta d'une venue dans le club normand comme ce fut aussi le cas pour d'autres écuries de la Nationale 1 dont Jean-Luc Thomas écrit : « Une réputation de fêtard et d'indolence découragèrent les velléités de recrutement qui auraient pu effleurer les esprits caennais ou berckois ».

#### Apollo Faye et Limoges, une ascension fulgurante (1977-1985)

##### La fusée Apollo, maître de la Salle des Sœurs de la Rivière (1977-1981)

###### La révélation Apollo Faye et la montée (1977-1978)
Limoges prend alors un risque important en le recrutant. Les dirigeants du Cercle Saint-Pierre ainsi que le nouvel entraîneur, Jean-François Dubreuil, visent la montée : « Mon objectif sera la montée, nous viserons une des premières places de cette «Poule B» ; cette tâche sera difficile mais pas insurmontable. De toute façon, si nous ne réussissons pas, je pense que nous terminerons dans les cinq premiers, je me donne au maximum deux ans pour faire du Limoges CSP, une équipe de Nationale 1 » et avec la venue d'Apollo Faye le spectacle sera assuré et « doit nous permettre d'appliquer avec bonheur cette tactique. Faye avec ses 2,08 m est un battant, mais il sera surtout complémentaire ».
Son talent lui vaut la visite du sélectionneur national, Pierre Dao, le 9 juin 1977 : « Ce garçon m'intéresse pour les JO de Moscou ». Le journaliste de France 3 Limousin, Jean Mamère, indique que le sélectionneur est venu car « tout simplement, il mesure 2,08 m, pèse 110 kilos, à seulement 25 ans et possède toutes les qualités techniques pour devenir un pivot de grande valeur ».
Pour son premier match sous les couleurs du CSP Limoges, Apollo Faye inscrit 30 points contre l'ASPO Tours (Nationale 1), en match amical, le 3 septembre 1977. Faye montre un niveau de jeu très intéressant durant les matches amicaux. Lors du premier match de la saison régulière dans la Salle des Sœurs de la Rivière, Apollo Faye réalise un improbable exploit en marquant 41 points et prenant 41 rebonds supposés dans la victoire de Limoges sur Grenoble (108-85). Son entraîneur en est ravi de sa performance : « Apollo c'est bien ; aujourd'hui, tu t'es battu comme je voulais te le voir faire. Dans la raquette, on ne doit pas t'approcher. Continue dans cette voie et je te réserve une surprise ». Dans la même saison, encore dans la vieille Salle Mu, Apollo réalise son record de points en un match face à la JL de Bourg, en inscrivant 48 points sur les 106 de son équipe (score final: 106-87).
Avec son géant, Limoges réalise une saison exceptionnelle qui se solde par 21 victoires, 2 nuls et 2 défaites. Premier de sa poule, le club d'Apollo Faye monte en Nationale 1 en maîtrisant, en demi-finale, l'équipe d'Asnières, en deux matches aux scores serrés. Malheureusement, Limoges ne parvient pas à remporter le titre de champion de France de Nationale 2, en finale contre Mulhouse.

###### Mission: maintien (1978-1980)
La montée en poche, Apollo Faye et les siens vont essayer de se maintenir dans l'élite du basket français pour la saison 1978-1979. Pour se maintenir, il faudra alors au moins atteindre la dixième place de ce championnat de France N1 ou bien passer par les barrages. Encore une fois, Apollo Faye est associé à l'ailier américain, Lionel Moltimore. Lionel Livio, et surtout le jeune (18 ans et demi) Richard Dacoury, rejoint le CSP Limoges. Sa venue revient en partie, à Apollo Faye.
L'alchimie entre les joueurs prendra un peu de temps. En revanche, Apollo Faye réalise de superbes performances. À Tours, contre l'ASPO, Apollo Faye démontre son habilité en inscrivant 46 points. Contre Le Mans (36 points), il progresse et passe dans une autre catégorie selon le directeur national de l'équipe de France, Joë Jaunay : « Aujourd'hui, j'ai découvert le vrai visage de Faye. Devant les meilleurs techniciens il a su passer à l'étage supérieur, c'est bon signe et je pense qu'on pourra faire appel à lui sans tarder » mais surtout il réalise son plus beau match de la saison contre l'AS Villeurbanne. Limoges s'impose, à domicile, face au récent demi-finaliste de la Coupe d'Europe des clubs champions, sur le plus petit des écarts : 96-95. Pierre Jack titre son article « Faye omniprésent » et Faye dira de ce match : « J'ai eu très peur lorsque j'ai vu Gilles prendre la balle, mais je crois qu'en deux enjambées, en moins d'une seconde, j'aurai traversé le terrain pour redonner la victoire à notre camp […] on m'a donné de bonnes balles, et puis, je les ai redonnées et Bolotny et Métadier ont pu tirer dans de bonnes conditions à distance. On n'a pas fini de vous étonner. ».
Finalement, il faudra attendre la dernière journée, pour voir le CSP Limoges, se maintenir au sein de l'élite grâce aux paniers en or d'Apollo Faye (34 points) contre Berck (100-106).
Toutefois, Apollo et les cerclistes devront faire face, un peu plus, aux difficultés lors de la saison 1979-1980. Le club se renforce avec Jean-Luc Deganis et surtout Yves-Marie Vérove. Pourtant, Limoges prend l'eau dès le premier match face au Mans (78-103). Apollo Faye ne cède pas et va même faire de grande performance contre Villeurbanne (43 points) ou encore contre Orthez (41 rebonds). Par moments, il s'improvise pour nettoyer le terrain et passer la serpillière. Apollo termine la saison régulière avec en moyenne, 22,8 points par match. Malgré les efforts consentis par l'équipe, les limougeauds terminent à la 11e place et doivent sauver leur place en barrages à Compiègne. C'est chose faite en dominant ses adversaires avec 2 victoires et 1 défaite en poule de barrage.

###### Le début de l'ère Buffière, un nouveau Apollo (1980-1981)
Après son maintien assuré, le Cercle Saint-Pierre, engage un nouvel entraîneur, pour la saison 1980-1981, en la personne d'André Buffière. La presse qui le qualifie de « vrai professionnel », va propulser le C.S.P. dans une nouvelle dimension et change la conception du jeu. Thierry Bretagne, auteur du livre, Les Géants écrit à ce sujet : « Buffière veut consolider les bases collectives de l'équipe, stabiliser son rendement à l'extérieur, où elle est trop souvent délitée : rendre son jeu plus méthodique, plus consistant. Cela passe par des révisions déchirantes (Faye, réquisitionné au rebond ; Dacoury sommé de ne pas s'y ruer) ».
Pour Apollo Faye, André Buffière lui réserve un traitement spécial. La nuit, Buffière empêche en déplacement Apollo et ses coéquipiers de sortir de leurs chambres d’hôtel.
Pour le franco-sénégalais, ses adversaires directs sont souvent des Américains tel que Floyd Allen (SCM Le Mans) et qui pourtant ne lui fait pas peur : « Occupez-vous des autres. Je me charge de cet étranger ! ». L'ancien joueur et entraîneur de Villeurbanne, propage une intense propagande de son joueur fétiche : « Le public devrait le porter en triomphe lorsqu'il prend 15 rebonds plutôt que lorsqu'il marque 30 points. ». Apollo Faye se mue alors en un joueur clé dans la raquette limougeaude, principalement pour les rebonds. Pour le récompenser, André Buffière lui offrira des baskets venues d'Amérique.
En début de saison, Limoges enchaîne 5 défaites mais se reprend à la mi-saison avec la venue du shooteur américain, Mark Wickman. Le CSP comble son retard et termine avec 13 victoires contre 13 défaites lors de la phase régulière. Limoges se qualifie ainsi pour la poule de classement. En 6 matches, Faye et les siens trouvent les ressources pour se qualifier pour la Coupe Korać. Le club devient européen pour la première fois de son histoire et cette saison, Apollo marque en moyenne 19 points par match.

##### ApolloIer, les grandes conquêtes (1981-1985)

###### Les premiers exploits (1981-1982)
Avec cette qualification historique en Coupe Korać, les dirigeants du Cercle Saint-Pierre doivent se mobiliser sur le marché. Exit Mark Wickman, le club fait appel sur le conseil d'un des amis d'André Buffière, à un ailier américain, à la moustache brune, meilleur marqueur du championnat belge, rappelant le grand acteur américain des années 1920 à 1940, Charlie Chaplin selon les dires de Thierry Bretagne, le tout pour 25 000 dollars pour la saison; il s'agit d'Ed Murphy. Par ailleurs, Jean-Claude Biojout réussit à s'attirer les faveurs du meneur international français, Jean-Michel Sénégal. Enfin, il faut également souligner l'arrivée de Irvin Kiffin, un pivot américain, imposant dans la raquette. Xavier Popelier résume cette combinaison unique : « Sous le management d'André Buffière, c'est le cocktail parfaitement réussi avec l'arrivée de J.-Michel Sénégal, et la confirmation d'Apollo. Ajoutez-y l'adresse fabuleuse d'Ed Murphy, le côté super-professionnel de Kiffin et l'intégration totale de Richard Dacoury ».
L'équipe repose offensivement sur son ailier américain, Ed Murphy. Ainsi, Apollo Faye joue différemment et devra se concentrer davantage sur d'autres aspects du jeu (rebonds, passes, défense). Le 15 octobre 1981, Apollo Faye et ses coéquipiers foulent pour la première fois, en match officiel, le parquet de Beaublanc, contre l'équipe luxembourgeoise de Dudelange, pour le match retour du Tour préliminaire de la Coupe Korać mais Faye marquera ses premiers points à Beaublanc contre Orthez, deux jours plus tard en championnat. Il marquera 22 points dans la victoire contre l'équipe Béarnaise (110-77) et « Apollo Faye, juché sur une échelle, a remis d'équerre un cercle faussé par Kaba» selon le journaliste l'auteur du livre, “Les Géants”. Pierre Seillant, le président de l’Élan Béarnais, dira de cette défaite : « Nous avons été battus par un clown ! ». Progressivement, Limoges joue le haut du championnat de France et atteint la demi-finale de la Coupe Korać, après avoir terminé premier de sa poule de quart de finale.
Limoges est alors opposé aux yougoslaves de Zadar. Le 18 février 1982, à Zadar (match aller), Limoges réussit à résister aux yougoslaves et repart avec un déficit de 8 points (92-84), à combler au match retour. Cette performance est due surtout à l'omniprésence en défense comme en attaque (17 points), du pivot franco-sénégalais. Au match retour, Limoges bat Zadar aisément, sur le score de 99 à 78 et se qualifie pour la finale de la Coupe Korać, contre le Šibenka Šibenik de Dražen Petrović. Apollo Faye délivre encore un match de référence lors de la demi-finale retour. Alors mené au score, au début de la première mi-temps, Apollo montre le chemin à suivre au CSP Limoges en étant présent sur tous les rebonds et aidant, avec Deganis, à revenir au score, puis finalement prendre l'avantage sur les hommes des Balkans. Faye termine la rencontre avec 21 points et un nombre incalculable de rebonds. Le 18 mars 1982, Limoges ne tremble pas face au Šibenka Šibenik, en finale de la Coupe Korać, à Padoue et remporte sur le score de 90 à 84. Faye ne score que 4 points mais défendra comme un beau diable sur le terrain.
Limoges est en fête et accueille ses héros comme il se doit. Le lendemain, à Limoges, non loin de la gare des Bénédictins, « escorté par une meute d'admirateurs, Apollo, blazer pied-de-coq, remonte le boulevard de la libération en tenant Sénégal par le cou », écrit Thierry Bretagne. Apollo rajoutera cette saison, un autre trophée dans sa collection, avec celui de la Coupe de la Fédération, en battant Villeurbanne, à Reims, en finale (116-110). Toutefois, Limoges échoue à la deuxième place du championnat de France, juste derrière Le Mans, et n'hérite que seulement du titre honorifique de vice-champion de France N1.

###### L'apogée d'Apollo Faye (1982-1983)
Limoges a quasiment tout remporté mais il lui reste à conquérir le titre de Champion de France. Engagé à nouveau pour la saison 1982-1983 en Coupe Korać, le CSP doit défendre son titre, acquis à la surprise générale. Si Edward Murphy reste à Limoges, son compatriote, Irvin Kiffin quitte la France pour les États-Unis. C'est Glenn Mosley qui le remplace au poste de pivot mais il peut également se décaler au poste d'ailier. Ainsi, Apollo, Mosley et Deganis seront les clés de voûte de la raquette limougeaude. Apollo Faye devra faire face aux douleurs qui le tourmentent aux pieds.
Lors de cette saison, Apollo Faye laissera un grand souvenir aux supporters du Limoges CSP et du basket-ball, le 2 février 1983, à Rome: « Dernière minute. 72-73 pour Banco di Roma. Apollo Faye se campe sur la ligne des lancers-francs. En main, il a la balle du tout ou rien […] Bourreau ou victime ? S'il les rate, Limoges lâche la Coupe Korać, ce bien propre qui a fait le voyage, par avion, comme une amulette. Apollo adresse un clin d'œil complice au banc de touche limougeaud, où Popelier grille sur place. Faye donne le change. En fait, il a les miches. Le premier lancer est réussi. Le deuxième est décisif. Cul-sec ! 74-73. Limoges accède une nouvelle fois aux demi-finales. » écrit Thierry Bretagne. Un jour auparavant, la participation d'Apollo Faye était encore incertaine et il déclare au Populaire du Centre : «Je souffre encore quelque peu du coccyx mais je peux pouvoir tenir Hughes. Il le faudrait d'ailleurs et si je réussis, mes équipiers pourront faire le reste, même si ce diable de Wright nous cause quelques soucis en tête de raquette».
Les italiens ont été surpris par son retour. Dans l'avion, Apollo Faye explique à Claude Monnerie, journaliste à France 3 Limousin, comment il a pu réussir ce coup de maître : « Pour moi, ce match ressemble à Padoue, parce que j'étais, très très mauvais, très très concentré quand je veux toujours faire quelque chose de bien. Ça tourne parfois par petites précipitations et les deux derniers lancers-francs, je pense que c'était pas à moi de les shooter mais à Glenn. Bon y'a un joueur qui s'appelle Giraldi, comme il a vu que j'étais maladroit, il en a profité, pour dire c'est à Apollo de shooter les deux lancers-francs ; je les ai shootés, c'est rentré, voilà. ». À 1h30 du matin, l'avion se pose sur le tarmac de Limoges-Bellegarde et Apollo Faye est accueilli en champion, les bras en « V ».
Limoges est qualifié pour la demi-finale de la compétition ; c'est le Dynamo Moscou que Limoges devra affronter. À Moscou, le 15 février 1983, le CSP est défait par les moscovites, 93 à 86 et doit donc rattraper un retard de 7 points. L'équipe du Cercle Saint-Pierre n'a pas fait un bon match et donne souvent le ballon, dans les moments délicats, à Apollo Faye. Ce dernier n'a pas aimé cette attitude et laisse entendre sa colère, dans la chronique du Populaire du Centre : « Ce que ne je veux plus, c'est que l'on me donne la balle uniquement quand on ne sait plus faire quoi en faire. ». Au match retour de la demi-finale, à Beaublanc, le CSP corrige le tir en terminant avec 13 points d'avance (92-79) grâce notamment aux 40 points d'Ed Murphy et les 19 points d'Apollo Faye. Cette victoire avait le goût de la revanche pour Apollo Faye, selon le journaliste de l’Écho du Centre : « Après le match à Moscou où il s'était fait dominer au rebond. Ce mercredi soir, il s'est racheté devant son public : « Je savais qu'ils jouaient dur et qu'ils avaient des trucs. Ils ont usé et abusé, en nous retenant les bras par l'arrière. Vers la fin de la rencontre, les arbitres s'en sont aperçus et ont sanctionné les fautes. La Coupe Korac nous la ramènerons une nouvelle fois à Limoges, et ce sera une grande fête » ».
Pour la deuxième fois consécutive, Limoges est en finale de la Coupe Korać et sera opposé encore une fois, au Šibenka Šibenik, large vainqueur de Zadar en demi-finale. Deux jours avant la finale, les coéquipiers d'Apollo Faye disposent de l’Élan Béarnais, à la Moutête (90-82). Le CSP Limoges et surtout Apollo Faye est accueilli en “guest-star”.
Devant 5 800 spectateurs, dont 3 000 supporters de Limoges et 800 militaires français, à Berlin, dans la Deutschlandhalle (8 000 places en 1983), les Verts maîtrisent à nouveau, en finale, les Yougoslaves de Šibenik, sur le score de 94 à 86. Ed Murphy se montra précieux avec ses 34 points mais également Apollo Faye qui sut répondre présent pour l'événement, en marquant 18 points et assurant une défense de tous les instants dans la raquette limougeaude. Le journaliste de l’Équipe couvrant l'événement, Jean-Pierre Dusseaulx, résume le match d'Apollo Faye : « Apollo Faye a réussi une finale parfaite. Impérial sous les deux panneaux, il sut prendre ses responsabilités dans les tirs lorsque le besoin s'en fit sentir. Le pivot de l’équipe de France a toujours su choisir le bon geste et Limoges lui doit un grand coup de chapeau. Apollo Faye a ainsi fait oublier sa finale un peu manquée de l'année dernière. ». Apollo réagit à cet exploit : « C'est formidable, nous conservons la Coupe Korac et samedi à Reims nous serons champions de France… avant de compléter notre palmarès par une victoire en Coupe de la Fédération. C'est formidable pour le club mais également pour nous, joueurs ».
Le lendemain, tôt dans la matinée, Apollo fête la deuxième Coupe Korać, dans un premier temps, avec les milliers de supporters du CSP présents à l'aéroport de Limoges-Bellegarde. Puis aux environs de 16h, les joueurs accueillent à la gare des Bénédictins les supporters verts venus en train, les encourager, à Berlin. Bernard Verret, journaliste au Populaire du Centre écrit : « Apollo Faye, lui est entouré d'une escouade d'admirateurs qui scandent inlassablement “Polo, Polo”. Comme à son habitude, d'ailleurs, il aime bien ça, il se tient en avant, et c'est dans ses mains que transite le plus souvent la “Korać”. ». Quelques jours plus tard, Apollo Faye remporte le titre de champion de France, à Reims, contre l'équipe rémoise entraînée par Gérard Bosc, sur le score de 87 à 90 mais le célébrera à Beaublanc, quatre jours plus tard, après une victoire contre Avignon (88-74), devant plus de 8 000 spectateurs. Le premier de l'Histoire du club et se qualifie donc pour la première fois pour la Coupe d'Europe des clubs champions. Enfin, la saison se conclut par un dernier trophée avec la Coupe de la Fédération, remportée à Coubertin face à Monaco (96-81). Limoges a réalisé un triplé unique.

###### Le divorce (1983-1985)
Apollo Faye sort d'une saison magnifique avec le Limoges CSP. Et s'attaque au gratin du basket-ball européen, après sa campagne en demi-teinte avec les bleus lors de l'Euro 1983. Un nouveau technicien, nommé Pierre Dao, prend la place du sorcier de la Korac, André Buffière, sur le banc limougeaud. Si en championnat de France (1983-1984), Limoges déroule et Apollo domine ostensiblement les raquettes, en Coupe d'Europe, Limoges peine et ne gagnera qu'à deux reprises durant le tour final de la compétition. Le 25 mars 1984, le CSP achève cette saison chaotique sur le plan européen mais à nouveau glorieuse en championnat de France avec un deuxième titre de champion de France, en battant Challans sur le score de 99 à 84.
Apollo Faye et ses amis essayeront de faire mieux lors de la saison 1984-1985. Malheureusement, en Coupe d'Europe des Clubs Champions, le CSKA Moscou sort le CSP très tôt dans la compétition, en huitième de finale. Pour Apollo Faye, il ne reste plus qu'à jouer le Championnat de France et la Coupe de la Fédération. Le 20 avril 1985, Limoges remporte une troisième fois, le titre de champion de France, à Beaublanc, devant 6 500 spectateurs, contre l'AS Monaco (88-81). Encore une fois, Apollo Faye a joué le grand jeu et Pierre Jack, journaliste du Populaire du Centre ne manque pas de le faire savoir dans son article : « Faye nous avait montré un certain soir à Rome, qu'il était capable de le faire, samedi soir, une nouvelle fois, l'ex-pivot international a tenu à prouver son calme pouvait être déterminant. ». À Caen, le CSP fait le coup double en remportant pour la troisième fois, la Coupe de la Fédération, contre le Stade Français, sur le score large de 103 à 80. Pour Apollo Faye ce dernier trophée est peut-être le dernier avec Limoges : « J'ai besoin de gagner ma vie et je pense pouvoir le faire encore deux ans au top-niveau. Je suis donc prêt à partir si c'est intéressant. Mais pas en deuxième division. Après peut-être, mais pas maintenant. ». Roanne, Monaco, Caen, Lorient sont alors en contacts avec le pivot limougeaud. C'est finalement, un club de Nationale 2, Montpellier, qui rafle la mise.

#### Le showtime Apollo à Montpellier (1985-1991)

##### Un nouveau pari: la montée dans l'élite avec Montpellier (1985-1988)
L'ancienne clef de voûte du CSP Limoges se reconvertit à Montpellier sous la direction de John Dearman. John Dearman confie ses premières appréciations à propos de sa nouvelle recrue : « Je ne pensais pas qu'il était encore à ce niveau. Il a tout pour lui. Il pèse 115 kg et il a une technique extraordinaire » dit-il à Maxi-Basket, en novembre 1985, dans le no 35. Pour ses premiers matches amicaux, Apollo met 34 points contre Voiron, 26 points et 18 rebonds contre Saint-Étienne et surtout 10 sur 15 à trois points, lors des trois premiers matches amicaux. La mission d'Apollo Faye est double à Montpellier. Il doit tout d'abord aider son équipe à monter en Nationale 1 et faire le spectacle pour attirer le public. À ce propos, il raconte à Didier Le Corre, corédacteur en chef de Maxi-Basket : « En amical, j'ai essayé quelques trucs. Face au défenseur, je lui passe la balle d'une main derrière le dos, et de l'autre, je la récupère. Ça, ça a bien plu. Faut faire rigoler les gens pour qu'ils en aient pour leur argent. Mais attention, je reste efficace ».
En plus de la venue d'Apollo Faye, le club de Montpellier peut compter sur sa recrue américaine, Reggie Gaines, ex-meilleur marqueur du championnat Suisse de l'édition 1981-1982, à 38 points de moyenne par match. Enfin cette équipe peut également compter sur un habitué du championnat français, Oumar Dia (international sénégalais), passé notamment par Avignon. Lors de sa première saison héraultaise, Apollo Faye compile 18 points par match mais ne parvient pas à monter en Nationale 1 avec Montpellier, à cause d'une défaite concédée, à la surprise générale, face à l'équipe de Clermont entraîné par Pierre Galle. Montpellier termine à la deuxième place de la poule A, avec 40 points, juste derrière Nice Olympique.
La saison suivante (1986-1987), les hommes de John Dearman terminent à la première place de la Poule A de la Nationale. Le bilan est excellent. Montpellier n'a subi qu'une seul défaite, à Roanne, sur 17 matches. Toutefois, c'est encore un échec, Montpellier échoue aux portes de la Nationale 1. Montpellier PSC doit poursuivre son aventure dans l'antichambre de la Nationale 1.
C'est sous la nouvelle formule de la Nationale 2, devenue la Nationale 1B pour la saison 1987-1988, que Montpellier va réussir son coup. Pierre Galle devient le nouvel entraîneur d'une équipe bien rodée. Si dans la raquette Montpelliéraine, on retrouve Faye, Dia, Cavallo et Washington, Montpellier peut se targuer d'avoir attiré le « scoring punch » de Sam Mitchell, meilleur marqueur des Wisconsins Flyers (CBA) à 20,8 points et 7,3 rebonds de moyenne par match. Mais également, Montpellier signe l'ancien scoreur américain de Malines (Belgique), Rick «Rambo» Ravio (31,3 points et 13,2 rebonds). Pour Maxi-Basket, Montpellier, est incontestablement « l'équipe à battre de cette 1B, pour peu que l'amalgame de tout ce monde se passe en douceur. ».
L'équipe du président Louis Nicollin va remporter des victoires de prestige face à ses concurrents directs comme contre Gravelines à qui le MPSC assène un coup fatal aux nordistes en remportant le match sur une claquette d'Apollo Faye dans les dernières secondes, portant le score à 100 pour Montpellier contre 98 pour Gravelines. Apollo assure une certaine présence du haut de ses 36 ans, en N1B et à ce propos, Liliane Trévisan, journaliste à Maxi-Basket, écrit : « Du costaud, du solide, de l'expérimenté, mais plus du tout jeune. Apollo Faye, qu'on ne vous fera pas l'injure de vous présenter encore est toujours là à 36 ans pour sa dernière année de contrat, et se partage la raquette avec Donald Washington (ex-Nantes BC) lui aussi toujours valide à 35 ans. Voilà un duo de pivots pas nés de la dernière pluie, et encore capables de faire le ménage dans la bouteille en 1B pendant au moins une vingtaine de minutes [...] Sûr qu'en tout cas, il a toujours le moral, Apollo, et que ses 2,08 m et son bagage technique de centre rompu à toutes les ficelles du poste ont encore rendu drôlement service à Montpellier. ». Apollo Faye résume sa situation à Montpellier, dans Maxi-Basket: « D'accord, j'ai toujours des problèmes avec mon genou, et un morceau de cartilage qu'on ne pourra retirer qu'après opération. Et j'ai eu aussi un problème de nerf sciatique, mais j'ai encore la condition. Je peux jouer 40 ou 45 minutes même s'il le fallait. J'ai 36 ans, et là, comme ça, je pense que je peux jouer encore deux ans au top-niveau. J'ai retrouvé ma deuxième jeunesse, alors, la 1A, j'attends que ça. Si on me fait jouer 15 minutes, je serai là; si c'est 40, je serai là aussi... ».
Cette fois-ci, Apollo Faye et les siens atteignent l'objectif principal. Montpellier PSC termine à la première place de la Nationale 1B, avec 21 victoires et 7 défaites, devant Saint-Quentin, le BCM Gravelines ou encore le SCM Le Mans.

##### Une sortie en beauté (1988-1991)
Pour sa première saison en Nationale 1A (1988-1989), Montpellier veut surprendre les cadors du championnat. Le 25 octobre 1988, Montpellier se déchaîne contre le Limoges CSP en remportant le match sur le score de 113-99.
Au match retour, Apollo Faye est accueilli en star, par les 8 000 spectateurs de Beaublanc qui scandent: « Pollo, Pollo! ». Montpellier s'accroche mais s'incline 101 à 115 contre Limoges. Pour Apollo, c'est un retour aux sources. Bernard Verret écrit de cette soirée: « «-Monsieur Apollo Faye !» annonce enfin le présentateur. Il déclenche le délire. Une immense ovation descend des gradins jusqu'au parquet. Xavier Popelier s'avance, une grosse gerbe de fleurs à la main Roch Popelier lui succède, avec son assiette. Puis vient, muni d'un émail, Serge Alliot, le président du club des supporters. Les grands bras de Pollo débordent! Il adresse des baisers à la foule. Des clameurs lui répondent. Il recommence... Puis il se dirige vers le banc, dépose tous ses cadeaux, s'assied. « Pollo, Pollo! » scandent encore les spectateurs. Il enfouit alors son visage dans une serviette. Il se croit seul avec ses émotions ; en réalité, ils sont milliers dans la salle à les partager. Plus tard, ayant inscrit quelques précieux paniers, roulé des yeux, poussé quelques coups de gueule, rayonné sous son panneau et glané de nouvelles ovations, il dira : « Je leur ai montré qu'avec mes vieilles jambes je cours toujours comme un lapin ». Apollo Faye is a star. Mais il est surtout humain. Profondément humain. Et c'est pour ça qu'on l'aime ».
Malgré tout, Montpellier réussit une superbe saison pour un promu en terminant à la cinquième place du championnat de Nationale 1A, avec 19 victoires et 11 défaites. Avec cette cinquième place, Montpellier se qualifie pour la prochaine édition de la Coupe Korać, 1989-1990. Malheureusement leur beau parcours se termine en quart de finale, face à Mulhouse. Après cette belle saison, durant l'intersaison, en 1989, le club change de couleurs en passant du rouge et blanc au bleu et blanc. Ce changement coïncide avec un autre changement celui du nom: Montpellier PSC devient Montpellier Paillade Basket.
Une saison plus tard, Montpellier n'arrive pas à rééditer cet exploit en terminant à la quinzième place (12 victoires et 22 défaites) et doit lutter en barrage pour conserver sa place dans l'élite. En Coupe Korać, Apollo Faye et les siens s'arrêtent en seizième de finale, en perdant face au club italien, le SC Phonola Juventus Caserta (match aller : Montpellier 95-97 Juventus Caserta ; match retour : Juventus Caserta 116-100 Montpellier).
Il reste alors encore une saison de contrat pour Apollo Faye. Son équipe se qualifie pour les playoffs, en obtenant la onzième place (13 victoires et 17 défaites) lors de la saison 1990-1991. En playoffs, en huitième de finale, Montpellier Basket se défait de Dijon (match aller : Dijon 83-84 ; match retour : Montpellier 87-85 Dijon). C'est alors qu'en quart de finale, Apollo Faye doit affronter Limoges. Le match aller s'annonce difficile pour Montpellier. À la surprise générale, Montpellier Basket bat le CSP Limoges, à Beaublanc, sur le score de 88 à 92. Pour Apollo Faye cette victoire représente quelque chose : « Il est vrai qu'on a triompher du C.S.P. et qui plus est à Limoges, c'est l'aboutissement d'un rêve que font beaucoup de basketteurs. Nous sommes conscients d'avoir réussi une sacrée « perf », mais on garde la tête sur les épaules. Le plus dur reste à faire ». À 39 ans, Apollo peut éliminer le champion de France 1990. Devant 5000 paillaidins, le Cercle Saint-Pierre trouve les ressources pour battre Montpellier, à Coubertin (64-74). Finalement, 20 avril 1991, lors de la Belle, Montpellier dit en revoir aux playoffs en perdant à Beaublanc, sur le score de 89 à 77. Pour Faye, sa carrière se termine sur cette défaite à Limoges.

### Carrière amateur

#### Du jubilé à Beaune-les-Mines (1990-1999)
En 1990, Apollo Faye désire faire son jubilé à Beaublanc, après la fin de la saison (1989-1990). Finalement, c'est la date du 6 juin 1990 qui est choisie. L'équipe du jubilé, composée d'Apollo Faye, Lionel Moltimore, Jean-Michel Sénégal, Yves-Marie Vérove, Georges Brosterhous, Jean-Luc Deganis, Hugues Occansey, Drissa Dié, Mathieu Faye, Franck Butter, Didier Dobbels, Omar Dia, Patrice Massaux, Claude Bolotny, Éric Narbonne, Richard Dacoury,, est opposée à l'équipe du Limoges CSP de la saison 1989-1990, au complet avec la présence de tous ses Américains : Don Collins, Michael Brooks et l'Américain naturalisé français, Ken Dancy. L'équipe du jubilé prend le dessus sur le Limoges CSP en s'imposant sur le score de 178 à 180 devant plus de 7 000 personnes. En 1991, Apollo Faye ne foule plus les parquets. Huit ans plus tard (1999), il revient en Limousin pour gagner la Coupe du Limousin avec Beaune-les-Mines. Enfin, depuis 2010, Apollo Faye est devenu le parrain de l'association « street-ball for life ».

### Carrière internationale

#### Équipe de France (1979-1985)
Si en 1977, Apollo Faye, à deux reprises, aurait pu être sélectionné en Équipe de France[pourquoi ?], il devra attendre l'année 1979. Faye connaît sa première sélection nationale à l'occasion de la tournée de l'équipe de France, en Hongrie et en Bulgarie, se déroulant du 17 au 24 avril 1979. Pour son premier match, contre la Hongrie, 17 avril 1979, à Pecs, il inscrit 20 points dans la victoire de la France sur la Hongrie (82-67). Il jouera également lors de la Coupe Intercontinentale, le 5 mai 1979, à Lyon, contre les États-Unis et sera l'un des artisans de la première victoire française contre une sélection américaine en marquant 23 points. Ses bonnes prestations lors du Challenge Round Qualificatif du Championnat d'Europe (du 16 au 25 mai 1979), dont celle qu'il réalise (22 points) dans la victoire de justesse face à la Grèce (le 25 mai 1979, à Salonique, 81-80), lui permettent d'être sélectionné dans l'équipe définitive pour le Championnat d'Europe se déroulant en juin 1979, en Italie. La brillante campagne de mai sera bien plus dure à rééditer dans ce Championnat d'Europe 1979. Les Français s'inclinent en ouverture contre la Yougoslavie (80-65), à Gorizia, le 9 juin 1979. Lors du deuxième match, la France bat sur le score de 92 à 83, le futur vainqueur de la compétition, Israël, à Gorizia, le 10 juin. Malheureusement, un jour plus tard, contre la Pologne, la France faillit, 85 à 76. À Turin, la sélection française enchaîne quatre victoires contre la Grèce, les Pays-Bas, la Belgique et la Bulgarie. La France termine à la 8e place et se qualifie pour la prochaine édition. Gérard Bosc écrit à ce propos: « Bref, les tricolores, avec pour une fois une équipe très équilibrée, adroite et enfin athlétique, passent à côté d'une performance qui aurait pu relancer l'équipe nationale... Mais elle se qualifie tout de même pour les prochains championnats d'Europe. ». Apollo Faye marquera en moyenne, 11,71 points, dans ce Championnat d'Europe 1979.
Après le Championnat d'Europe 1979, Apollo Faye dispute 45 matches avec les bleus entre le 2 août 1979 et le 23 mai 1983 dont deux matches en Coupe Intercontinentale. Ses performances en dents de scie durant cette période, s'expliquent pour Apollo Faye : « J'ai démissionné trois ou quatre fois de l'équipe de France. J'étais en colère sur le coup et après je réfléchissais, il ne fallaît pas que je lâche. J'avais des copains, Bisseni, Larrouquis, Brosterhous, les deux de Limoges. Mais à l'époque, il y avait des joueurs protégés et dans une équipe ça fout la merde. On me reprochait de faire ça et un autre qui faisait pire à côté, on ne lui disait rien. Je disais « Vous n'allez pas me casser les couilles, je me barre ! » » dit-il à Pascal Legendre, dans le no 42 de Maxi-Basket (avril 2012).
En 1983, il participe à son deuxième Championnat d'Europe avec l’Équipe de France. Pierre Dao a fait appel à Apollo Faye pour tenir la raquette française. Depuis 1951, la France n'avait plus organisé le Championnat d'Europe de basket-ball. L'équipe de France a la pression et doit subir les critiques. La préparation a lieu dans onze lieux différents (notamment à Brasilia ou encore à Bologne) et les Français disputeront dix-huit matches. Gérard Bosc écrit à ce propos : « les humoristes affirment que si les Français s'étaient déplacés à bicyclette ils auraient eu assez de kilomètres dans les jambes pour participer au Tour de France ! ». La France se retrouve dans une poule difficile (Italie, Yougoslavie, Espagne, Grèce, Suède). Le 26 mai, à Limoges, les Français débutent par une défaite contre la Yougoslavie (76-80). Si un jour plus tard, les bleus disposent des Grecs (79-77), la sélection nationale enchaîne avec deux défaites, l'une contre l'Espagne (73-75) et l'autre contre Italie (80-105). Ces défaites scellent définitivement la possibilité d'accéder en demi-finale. Finalement, la France échoue à la cinquième place du Championnat d'Europe 1983. Gérard Bosc résume cet échec : « les petits arrangements avec la discipline, permis aux uns et pas aux autres, les essais hasardeux (pourquoi s'obstiner à voir en Dubuisson un meneur de jeu ?), le dilettantisme, pourtant bien connu, d'Apollo Faye accusent la construction (trop risquée) de la sélection et le manque de complémentarité des individus qui la composent. ». Apollo Faye n'a pas pleinement participé au Championnat d'Europe, en ne tournant qu'à 6,7 points de moyenne durant toute la sélection. Maxi-Basket, l'unique magazine français de basket-ball de l'époque dit à propos de la performance globale, lors matches de poule, de Apollo Faye : « On pensait que chez lui, à Limoges, Apollo Faye ferait un malheur. Sur le terrain. Il n'en fut rien. ». En novembre 1985, Apollo Faye est appelé à disputer un match contre la Grèce, pour une éventuelle qualification au championnat du monde 1986. Malheureusement, la France s'incline 130 à 126 contre la Grèce. Ce match sera le dernier sous le maillot bleu pour le géant franco-sénégalais et termine cette rencontre avec 15 points.

## Reconversion
Dans les années 1990, Apollo Faye a tenu un restaurant sénégalais lorsqu'il était à Montpellier. En 1999, il revient en Haute-Vienne et devient VRP pour Midi-Pyrénées Synthèse. Encore aujourd'hui ses exploits lui valent d'être reconnu dans son métier : « Je suis reconnu jusqu'en Dordogne, en Charente, c'est dingue. Il n'y a pas longtemps j'ai démarché un client en Creuse. La Creuse c'est mort. Je dis bonjour à la dame, je me présente… « Ne vous en faites pas, on vous connaît, on vous a tellement regardé à la télé. Si on pensait qu'un jour on vous verrait ici !» Elle appelle son mari : « Viens voir, on a notre Apollo !» » dit-il à Pascal Legendre, directeur de la rédaction de Maxi-Basket. Fort d'une certaine notoriété, Apollo Faye, en octobre 2015, à l'occasion des élections régionales, rejoint la liste d'Union de la Droite et du Centre, en tant que personnalité de la société civile. L'annonce provoque une réaction virulente du Front National Haute-Vienne, estimant que « c'est inacceptable et surtout ce n'est pas compatible avec les valeurs de la République. Ils vont chercher les voix des musulmans du département. C'est purement électoraliste ! ».

## Citations du joueur, extraits et anecdotes

### Citations du joueur
- Apollo Faye, dans Maxi-Basket, no 5 (1983): « Les flics ne me mettent pas de PV et moi, je n'ai jamais glissé une pièce dans la fente d'un parcmètre »[80].
- Apollo Faye, dans Maxi-Basket, no 5 (1983): « Je ne peux pas te dire exactement pourquoi, mais on m'adore ici. Si je me présentais aux municipales, je serais sûrement élu maire »[1].
- Apollo Faye, dans Maxi-Basket, no 5 (1983): « Je fais ce que j'ai envie de faire, ce qui me vient à l'idée. Avant à Cabourg ou au tout début à Limoges, je m'imposais une certaine discipline. Je me couchais à des heures régulières, je faisais attention à ce que je pouvais manger. En fait, ça ne sert à rien, tout dépend de l'individu. Moi, je me prive de rien. Le soir, par exemple, j'aime bien bouffer avec des copains et de temps en temps après les matches, je vais en boîte. Le patron m'offre le champagne. Je suis un peu le roi ici. Tout ça ne m'empêche pas de me concentrer sur le basket. C'est une question de choix dans son rythme de vie »[80].
- Apollo Faye, dans Maxi-Basket, no 5 (1983): « Tkatchenko ? Je lui ai déjà smashé sur la tronche »[80].
- Apollo Faye, dans Maxi-Basket, no 35 (1985), à propos de Michael Jordan: « Tout ce qu'il fait, c'est toujours plus vite que les autres. Avec Oumar (Dia), on l'a surnommé « Flash ». Le premier coup où il a sauté, j'ai rien vu d'autre que ses deux genoux. J'ai dit : laisse tomber, on est entre copains... ! »[53].
- Apollo Faye, dans Maxi-Basket, no 42 (2012): « J'étais un joueur ouvert, qui discute avec tout le monde, naturel. C'est peut-être pour ça que les gens m'adoraient. »[1].
- Apollo Faye, dans l’Équipe Magazine, no 1548 (2012), à propos d'Ed Murphy, Apollo Faye confirme : « Quelle dégaine il avait! On s'attendait à voir un black, et on voit Charlie Chaplin débarquer ! »[81].
- Apollo Faye, dans l’Équipe Magazine, no 1548 (2012), à propos d'Ed Murphy : « À Limoges, c'est une légende, devant Don Collins, Michael Young ou Clarence Kea »[81].
- Apollo Faye, dans le Populaire du Centre, le 4 février 1983, à propos de ses deux lancers francs contre le Banco Di Roma, en Coupe Korac : « Les plus durs de ma vie, ça je te le jure. Les gars discutaient dans la raquette. Personne ne faisait trop attention à moi. J'ai commencé à trembler un peu, et j'ai eu l'impression que je ne mettais à suer ! À suer ! En l'espace de 10 secondes, je me suis dis : « concentre-toi, fais comme si tu étais à la salle, à l'entraînement » […] ça a été affreux. Pour moi, ça a été exactement à Padoue. J'étais aussi crispé, aussi mal à l'aise. À Padoue, je m'étais retrouvé dans les cinq dernières minutes ; là, ça été vraiment sur le fil. Décidément, l'Italie ne me réussit pas. »[37].

### Extraits
- Jean-Luc Thomas (Journaliste au Populaire du Centre, puis à l’Équipe, auteur du livre “Trans Korac Express”), dans “Trans Korac Express”: « 15 heures, le voici qui prend son café dans un bar chic du centre ville. Comme à son habitude il a sacrifié à l'élégance. Tiré à quatre épingles, « Polo » parle basket, plaisante avec ses fidèles, nombreux fidèles, sans être dupe le moins du monde de sa propre popularité. Pas folle la guêpe : voilà une vedette qu'on tutoie facile, mais à qui on ne tape pas sur le ventre, outre qu'il a, de ce point de vue, une stature aisément dissuasive. Le garçon peu cabot qui accueille tout sourire les compliments de circonstance, est beaucoup plus volontiers la star amie des enfants, dont la sincérité ne souffre aucun doute. »[82].
- Pierre Dominique (Ex-Kinésithérapeute du Limoges CSP), dans l'émission Grand Stade 3 (1986): « Je me rappelle très bien, Apollo. Bon Apollo qui est pour moi un grand ami et quelqu'un que j'admire beaucoup. Lorsque je le voyais se concentrer, à fond ; c'est-à-dire s'allonger sur un banc, mettre une serviette sur la tête, j'étais à peu près tranquille, son match, il le louperait. C'est les petits trucs comme ça. Apollo lorsqu'il était détendu dans les vestiaires, il rigolait en général, il faisait un match, un très bon match […] En Coupe Korac, les deux derniers lancers francs à Rome, ça c'est extraordinaire. Mais je crois qu'Apollo en Coupe d'Europe a été toujours là, toujours présent d'une manière ou d'une autre. Je me rappelle pas qu'il est fait des mauvais matches. Il a été toujours motivé par la Coupe d'Europe. C'était un personnage, on a perdu quelqu'un d'extraordinaire. »[83].
- Thierry Bretagne (Journaliste et auteur du livre “Les Géants”), dans “Les Géants”: « Un «artiste», l'Américain, Lionel Moltimore. Et une star, Apollo Faye, colosse de 2,08 m, que les gosses adorent et poursuivent. « S'il s'était entraîné, se souvient Bolotny, il aurait été pro aux États-Unis. » Mais Apollo, l'homme fusée, n'en fait souvent qu'à sa tête. Il est capable de tout : «Palmer» la balle comme un roi de la NBA ; faire un saut périlleux arrière sans élan. Passer la serpillière lorsque la condensation transforme le parquet en patinoire. Engloutir un poulet basquaise deux heures avant la rencontre. Se remettre à rigoler après une finale perdue contre Mulhouse, en 1978, justement : « Eh, les gars ! Nous sommes quand même vice-champion ! C'est bon, non ?» Se taillader les cors du pied à coup de lame de rasoir. Ses pieds d'ailleurs sont un poème, une incroyable géographie ; sa voûte plantaire, une sorte de goudron gravillonné. Pointure : 51. Il ne supporte que les vieilles pompes...»[84].
- Xavier Popelier (Président du Limoges CSP), dans la plaquette du Limoges CSP de 1988, “Dossier 10 ans de Nationale 1” : « Il serait anormal de ne pas mettre en exergue le rôle important joué par Apollo, monstre sacré du basket-ball limougeaud. Grâce à lui nous avons mis la mode en France d'un pivot français permettant d'avoir un ailier extérieur américain. »[25].
- Jean-Claude Biojout (Vice-Président du Limoges CSP), dans la plaquette du Limoges CSP de 1988, “Dossier 10 ans de Nationale 1”: « Sans Apollo, le CSP ne serait jamais devenu ce qu'il est aujourd'hui ce fut l'assise du C.S.P. de par sa taille, sa carrure, son poste sans oublier son côté ô combien sympathique et terriblement médiatique. Nous lui devons beaucoup. »[25].
- André Buffière (ex-entraîneur du Limoges CSP), dans l’Équipe Magazine, no 584, “Limoges toujours plus haut” : « Et puis, il y avait Apollo Faye, à propos duquel on a dit beaucoup de choses concernant la discipline générale, mais qui était un grand joueur sur lequel je m'appuyais et qui a été décisif dans le développement de Limoges. Lors du quart de finale retour à Rome contre Banco di Roma, dans une ambiance terrible puisque Xavier Popelier, notre président, avait été blessé à l'œil par une pièce de monnaie lancée des tribunes, c'est Apollo Faye qui avait marqué les deux points de la victoire alors qu'Ed Murphy était sorti à sept minutes de la fin. »[85]
- David Loriot (Journaliste à l’Équipe), dans l'Histoire du basket français, “Faye le premier coup de génie” : « Avant même d'accueillir, en 1978, l'année de la montée en Première Division, celui qui deviendrait l'icône, l'emblème, la référence du club, Richard Dacoury, Limoges avait son gardien du temple. Il s'appelait Apollo Faye. Dans les années 1970, ce pivot de 2,08 m était en avance sur son temps. Segments élastiques, corps d'Hercule, qualités athlétiques phénoménales, Apollo Faye fut le premier coup de génie du Limoges CSP, le premier coup de crayon préludant au fantastique destin de ce club. »[86].
- Pascal Legendre (Directeur de la rédaction, cofondateur de Maxi-Basket), dans Maxi-Basket, no 42 (2012), “Apollo Faye, Limoges 1977-85” : «J'étais un joueur ouvert, qui discute avec tout le monde, naturel. C'est peut-être pour ça que les gens m'adoraient. ». « Ainsi parle aujourd'hui Serigne Cheikhloun Faye, dit Apollo, d'une période où toute une ville, un département, une région, ont été envoutés par ce géant franco-sénégalais parfois indolent, par séquences irrésistible, généralement joyeux et blagueur, quelquefois boudeur, toujours charismatique. Avant l'avènement de Richard Dacoury, davantage qu'Ed Murphy aussi discret dans la vie de tous les jours qu'il était boulimique sur les planches, Apollo a personnifié le Limoges CSP, en France, en Europe et encore plus intra-muros. »[1].

### Anecdotes
- En novembre 1982, l’Équipe de France est alors en tournée aux États-Unis, Apollo marche dans les rues de Manhattan et une personne l'aperçoit et l'appelle par le prénom de la superstar des New Jersey Nets, Darryl Dawkins. Apollo Faye signera : Darryl Dawkins[1].
- À l'occasion du 1er avril 1983, un restaurateur de Limoges créa la « Pizza Apollo », le Populaire du Centre en fit sa Une pour ce jour[67].
- Son aura lui vaudra des invitations « tenanciers de boîtes de nuit [...] pour illuminer leurs soirées les plus courues. »[67].
- Août 1985, à Paris: Apollo Faye participe avec Montpellier à un match exhibition les opposant à une équipe franco-américaine dans laquelle figurent, la grande star américaine des Bulls de Chicago, Michael Jordan ainsi que Richard Dacoury ou encore Daniel Haquet. Plus de 3 000 curieux avaient envahi la salle[87].

## Ses revenus
Pendant sa carrière de basketteur, Apollo Faye touchait un revenu correct. À Limoges, il se souvient : « Je gagnais 18 000 francs par mois au mieux. On m'a proposé 100 000 francs à Orthez. Si j'y étais allé, Limoges ne serait pas devenu Limoges » dit-il à Mathieu Marot, du Populaire du Centre.

## Clubs
Joueur
- 1971-1973 :  AS Forces Armées (Première division)
- 1973 :  Dial-Diop Sporting club (Première division)
- 1974-1977 :  AS Cabourg (Nationale 3 puis Nationale 2)
- 1977-1985 :  Limoges (Nationale 2 puis Nationale 1)
- 1985-1991 :  Montpellier (Nationale 2 puis Nationale 1)
- 1998-1999 :  Beaune-les-Mines (excellence régionale)

## Statistiques

### Club

#### En saison régulière
Le tableau suivant présente les statistiques individuelles d'Apollo Faye pendant sa carrière professionnelle en championnat de France (Nationale 2) avec l'AS Cabourg de 1974 à 1977 :
| S              | C          | J        | PTS | PPM  |
| -------------- | ---------- | -------- | --- | ---- |
| 1974-1975 (N3) | AS Cabourg | suspendu | -   | -    |
| 1975-1976 (N2) | AS Cabourg | 25       | 493 | 19,7 |
| 1976-1977 (N2) | AS Cabourg | 6        | 119 | 19,8 |

Le tableau suivant présente les statistiques individuelles d'Apollo Faye pendant sa carrière professionnelle en championnat de France (Nationale 2, puis Nationale 1) avec le CSP Limoges de 1977 à 1985 :
| S              | C           | J  | Min. | PTS | PPM  | PR  | PT  | PR%    | 3P | 3PT | 3PR% | LFR | LFT | LFR%   | RO | RD  | RCPM | PDPM | IPM | CPM | BPPM |
| -------------- | ----------- | -- | ---- | --- | ---- | --- | --- | ------ | -- | --- | ---- | --- | --- | ------ | -- | --- | ---- | ---- | --- | --- | ---- |
| 1977-1978 (N2) | Limoges CSP | 26 | -    | 630 | 24,3 | -   | -   | -      | -  | -   | -    | -   | -   | -      | -  | -   | -    | -    | -   | -   | -    |
| 1978-1979 (N1) | Limoges CSP | 26 | -    | -   | 28,5 | -   | -   | -      | -  | -   | -    | -   | -   | -      | -  | -   | -    | -    | -   | -   | -    |
| 1979-1980 (N1) | Limoges CSP | 26 | -    | -   | 22,8 | -   | -   | -      | -  | -   | -    | -   | -   | -      | -  | -   | -    | -    | -   | -   | -    |
| 1980-1981 (N1) | Limoges CSP | 26 | -    | -   | 19   | -   | -   | -      | -  | -   | -    | -   | -   | -      | -  | -   | -    | -    | -   | -   | -    |
| 1981-1982 (N1) | Limoges CSP | 26 | -    | -   | 14,7 | -   | -   | -      | -  | -   | -    | -   | -   | -      | -  | -   | -    | -    | -   | -   | -    |
| 1982-1983 (N1) | Limoges CSP | 26 | 32,4 | 307 | 11,8 | 132 | 263 | 50,2 % | -  | -   | -    | 43  | 64  | 67,2 % | 54 | 164 | 8,4  | 1,1  | -   | -   | 1,69 |
| 1983-1984 (N1) | Limoges CSP | 25 | 27,7 | 255 | 10,2 | 113 | 203 | 55,7 % | -  | -   | -    | 29  | 45  | 64,4 % | 51 | 154 | 8,2  | 1,2  | -   | -   | 1,16 |
| 1984-1985 (N1) | Limoges CSP | 25 | 26,6 | 226 | 9    | 100 | 194 | 51,5 % | 1  | 4   | 25 % | 25  | 39  | 64,1 % | 46 | 133 | 7,2  | 0,9  | 0   | 0,8 | 1,2  |

Le tableau suivant présente les statistiques individuelles d'Apollo Faye pendant sa carrière professionnelle en championnat de France (Nationale 2, puis Nationale 1B, puis Nationale 1A) avec le Montpellier Paillade SC de 1985 à 1991 :
| S               | C                       | J  | Min. | PTS | PPM  | PR  | PT  | PR%    | 3P | 3PT | 3PR%   | LFR | LFT | LFR%   | RO | RD | RCPM | PDPM | IPM | CPM | BPPM |
| --------------- | ----------------------- | -- | ---- | --- | ---- | --- | --- | ------ | -- | --- | ------ | --- | --- | ------ | -- | -- | ---- | ---- | --- | --- | ---- |
| 1985-1986 (N2)  | Montpellier Paillade SC | 22 | -    | -   | 18   | -   | -   | -      | -  | -   | -      | -   | -   | -      | -  | -  | -    | -    | -   | -   | -    |
| 1986-1987 (N2)  | Montpellier Paillade SC | 22 | -    | -   | 20,1 | -   | -   | -      | -  | -   | -      | -   | -   | 60 %   | -  | -  | -    | -    | -   | -   | -    |
| 1987-1988 (N1B) | Montpellier Paillade SC | 26 | 25,7 | 254 | 9,8  | 102 | 194 | 49,8 % | 6  | 23  | 26,1 % | 44  | 68  | 64,7 % | -  | -  | 5,2  | 1,7  | 0   | 0,7 | 1,2  |
| 1988-1989 (N1A) | Montpellier Paillade SC | 28 | 24,2 | 198 | 7,1  | 85  | 190 | 33,3 % | 11 | 31  | 35,5 % | 17  | 27  | 63 %   | -  | -  | 4,6  | 2,1  | 0,5 | 0,4 | 1,4  |
| 1989-1990 (N1A) | Montpellier Paillade SC | 27 | 20   | 169 | 6,3  | 74  | 168 | 44 %   | 2  | 19  | 10,5 % | 19  | 30  | 63,3 % | -  | -  | 3,7  | 1,5  | 0,5 | 0,2 | 1,6  |
| 1990-1991 (N1A) | Montpellier Paillade SC | 21 | 21   | 175 | 8,3  | 74  | 140 | 52,9 % | 2  | 6   | 33,3 % | 25  | 37  | 67,6 % | -  | -  | 4,5  | 1,5  | 0,3 | 0,3 | 1,2  |

#### En Coupe d'Europe
Le tableau suivant présente les statistiques individuelles d'Apollo Faye pendant sa carrière professionnelle en Coupe Korać avec le CSP Limoges et Montpellier Basket :
| S         | C                  | J  | PTS | PPM  |
| --------- | ------------------ | -- | --- | ---- |
| 1981-1982 | Limoges CSP        | 13 | 134 | 10,3 |
| 1982-1983 | Limoges CSP        | 8  | -   | 14,9 |
| 1989-1990 | Montpellier Basket | 4  | 14  | 3,5  |

Le tableau suivant présente les statistiques individuelles d'Apollo Faye pendant sa carrière professionnelle en Coupe des Clubs Champions avec le CSP Limoges :
| S         | C           | J  | PTS | PPM  |
| --------- | ----------- | -- | --- | ---- |
| 1983-1984 | Limoges CSP | 14 | -   | 10,1 |
| 1984-1985 | Limoges CSP | 4  | -   | 8    |

### Équipe de France
Le tableau suivant présente les statistiques individuelles, année après année, d'Apollo Faye, pendant son parcours en équipe de France de 1979 à 1985 :
| A    | S                | J  | PTS | PPM  |
| ---- | ---------------- | -- | --- | ---- |
| 1979 | Équipe de France | 38 | 435 | 11,4 |
| 1980 | Équipe de France | 16 | 194 | 12,1 |
| 1981 | Équipe de France | 2  | 25  | 12,5 |
| 1982 | Équipe de France | 17 | 219 | 12,8 |
| 1983 | Équipe de France | 22 | 198 | 9    |
| 1985 | Équipe de France | 1  | 15  | 15   |

Le tableau suivant présente les statistiques individuelles, d'Apollo Faye avec l'équipe de France, en matches amicaux de 1979 à 1983 :
| A         | S                | J  | PTS | PPM  |
| --------- | ---------------- | -- | --- | ---- |
| 1979-1983 | Équipe de France | 52 | 645 | 12,5 |

Le tableau suivant présente les statistiques individuelles, d'Apollo Faye avec l'équipe de France, pour les qualifications au Championnat d'Europe 1979 :
| A    | S                | J | PTS | PPM |
| ---- | ---------------- | - | --- | --- |
| 1979 | Équipe de France | 8 | 79  | 9,8 |

Le tableau suivant présente les statistiques individuelles, d'Apollo Faye avec l'équipe de France, au Championnat d'Europe 1979 et 1983 :
| A     | S                | J | Min. | PTS | PPM  | PR | PT | PR%    | LFR | LFT | LFR%   | RO | RD | RCPM | PDPM | IPM | CPM | BPPM |
| ----- | ---------------- | - | ---- | --- | ---- | -- | -- | ------ | --- | --- | ------ | -- | -- | ---- | ---- | --- | --- | ---- |
| 1979  | Équipe de France | 7 | -    | 82  | 11,7 | -  | -  | -      | -   | -   | -      | -  | -  | -    | -    | -   | -   | -    |
| 1983, | Équipe de France | 7 | 22,8 | 47  | 6,7  | 15 | 39 | 38,4 % | 17  | 22  | 77,2 % | 10 | 30 | 5,7  | 0,1  | 0,2 | 0,8 | 0,8  |

Le tableau suivant présente les statistiques individuelles, d'Apollo Faye avec l'équipe de France, pour les qualifications au Championnat du Monde 1985 :
| A    | S                | J | PTS | PPM |
| ---- | ---------------- | - | --- | --- |
| 1985 | Équipe de France | 1 | 15  | 15  |

Le tableau suivant présente les statistiques individuelles, d'Apollo Faye avec l'équipe de France, en Coupe Intercontinentale 1979 :
| A    | S                | J | PTS | PPM |
| ---- | ---------------- | - | --- | --- |
| 1979 | Équipe de France | 5 | 65  | 13  |

## Ses records
Ses records en clubs sont :
- 1977-1978 : 41 points, 41 rebonds supposés contre Grenoble (Nationale 2).
- 1977-1978 : 48 points contre la JL de Bourg (Nationale 2).
- 1978-1979 : 46 points contre l'ASPO Tours (Nationale 1).
- 1979-1980 : 41 rebonds contre l'EB Orthez (Nationale 1).

Ses records en Équipe de France :
- 8 mai 1979 : 25 points contre l'Argentine (Coupe Intercontinentale).
- 25 mai 1979 : 25 points contre la Grèce (Qualifications Championnat d'Europe).
- 27 mai 1979 : 33 points contre Porto Rico (match amical).
- 17 juin 1979 : 17 points contre la Bulgarie (Championnat d'Europe).

## Palmarès

### Club
- 1973 : Finaliste de la Coupe d’Afrique des clubs champions avec le Dial-Diop.
- 1982 : Vainqueur de la Coupe Korać avec le Limoges CSP.
- 1982 : Vainqueur de la Coupe de la Fédération avec le Limoges CSP.
- 1982 : Vice-Champion de France avec le Limoges CSP.
- 1983 : Vainqueur de la Coupe Korać avec le Limoges CSP.
- 1983 : Vainqueur de la Coupe de la Fédération avec le Limoges CSP.
- 1983 : Champion de France avec le Limoges CSP.
- 1984 : Champion de France avec le Limoges CSP.
- 1985 : Champion de France avec le Limoges CSP.
- 1985 : Vainqueur de la Coupe de la Fédération avec le Limoges CSP.
- 1988 : Champion de France N1B avec Montpellier Paillade Sport Club.
- 1999 : Vainqueur de la Coupe du Limousin avec Beaune-les-Mines.

### Récompenses et distinctions individuelles
- Meilleur marqueur français du championnat de France de N1 1978-1979[91].
- Lors du référendum organisé par le mensuel, Maxi-Basket, Apollo Faye a été nommé, une fois 5e meilleur joueur français de la saison 1982-1983; une fois le 15e meilleur joueur français de la saison 1983-1984 et une fois le 7e meilleur joueur français de la saison 1984-1985[58].
- Il est le 45e meilleur marqueur de l'Histoire du championnat de France avec un total de 7 913 points[91].
- Apollo Faye est désigné, par le jury de l'hebdomadaire Basket News, dans son numéro 629/630 du 27 décembre 2012, comme le 38e meilleur joueur français de l'Histoire du basket-ball français et le 24e meilleur français par la rédaction de Basket News[92].
- Apollo Faye est désigné comme le 6e meilleur joueur de l'Histoire du Limoges CSP par un jury composés de journalistes, membres de sites spécialisés et des associations de supporters[93].